# Ed Rendell

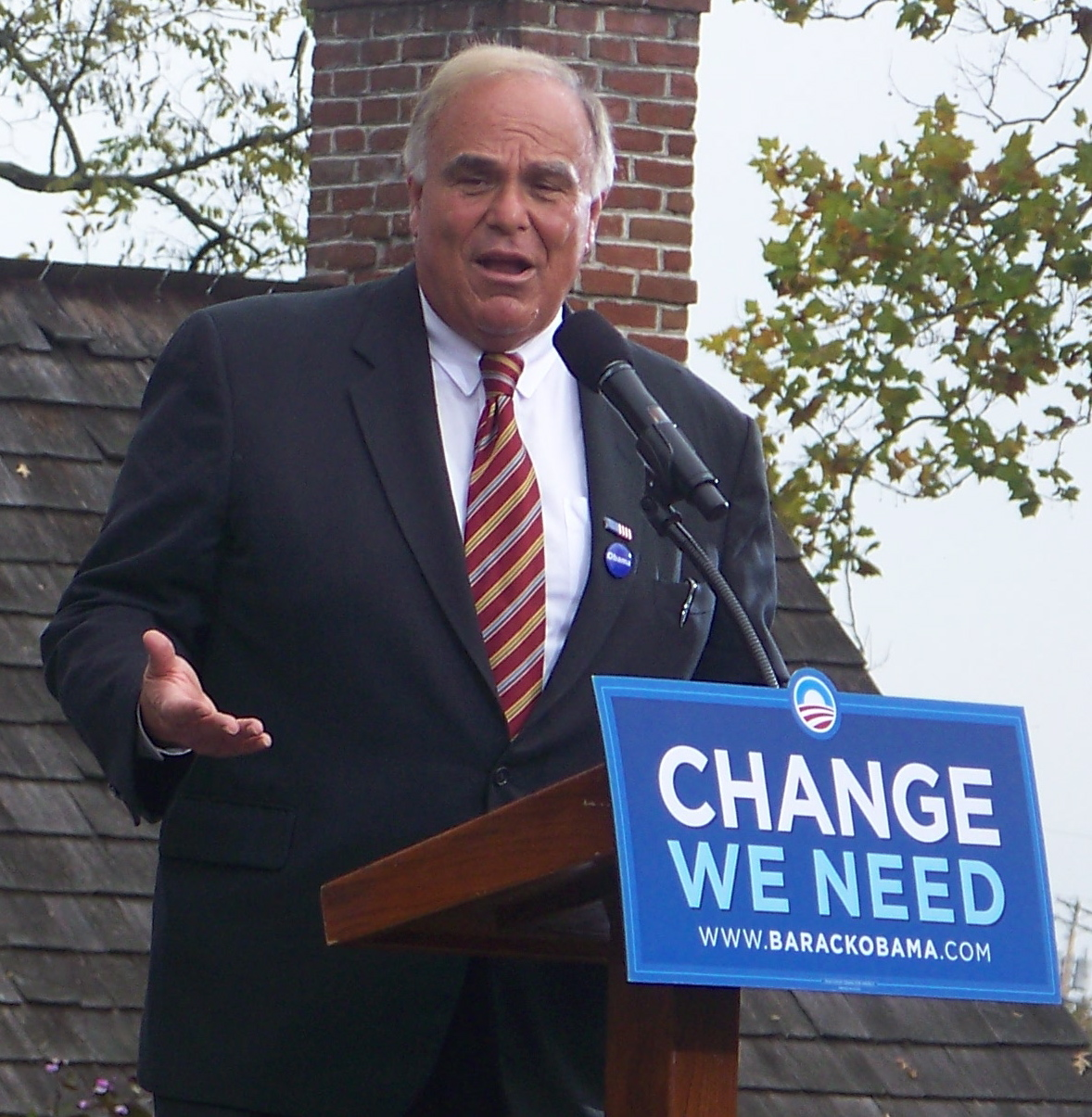
Ed Rendell (2008)

Edward Gene „Ed“ Rendell (* 5. Januar 1944 in New York City) ist ein US-amerikanischer Politiker der Demokratischen Partei. Von 1992 bis 2000 amtierte er als Bürgermeister von Philadelphia. Von 2003 bis 2011 war er Gouverneur des Bundesstaates Pennsylvania.

## Frühe Jahre und politischer Aufstieg
Ed Rendell besuchte bis 1965 die University of Pennsylvania. Danach studierte er an der Villanova Law School Jura. Dort machte er im Jahr 1968 sein Examen. Zwischen 1968 und 1974 war er Leutnant in einer Reserveeinheit der US Army.
Im Jahr 1977 wurde Rendell Bezirksstaatsanwalt in Philadelphia. Diesen Posten bekleidete er bis 1985. Im Jahr 1987 kandidierte er vergeblich als Bürgermeister von Philadelphia. Bei einer erneuten Bewerbung um dieses Amt, im November 1991, war er hingegen erfolgreich. Sein neues Amt trat Rendell im Januar 1992 an. Im Herbst 1995 gelang ihm die Wiederwahl als Bürgermeister. In dieser Funktion gelang es ihm, ein Defizit von 250 Millionen Dollar abzubauen. Er konnte einen ausgeglichenen Haushalt aufstellen und erwirtschaftete am Ende sogar einen Überschuss. Das gelang ihm, obwohl er einige Steuern senkte. In seiner Amtszeit als Bürgermeister kam die Wirtschaft in Philadelphia wieder in Schwung und es entstanden viele neue Arbeitsplätze. Seine Verdienste als Bürgermeister fanden bundesweite Zustimmung.

## Gouverneur von Pennsylvania

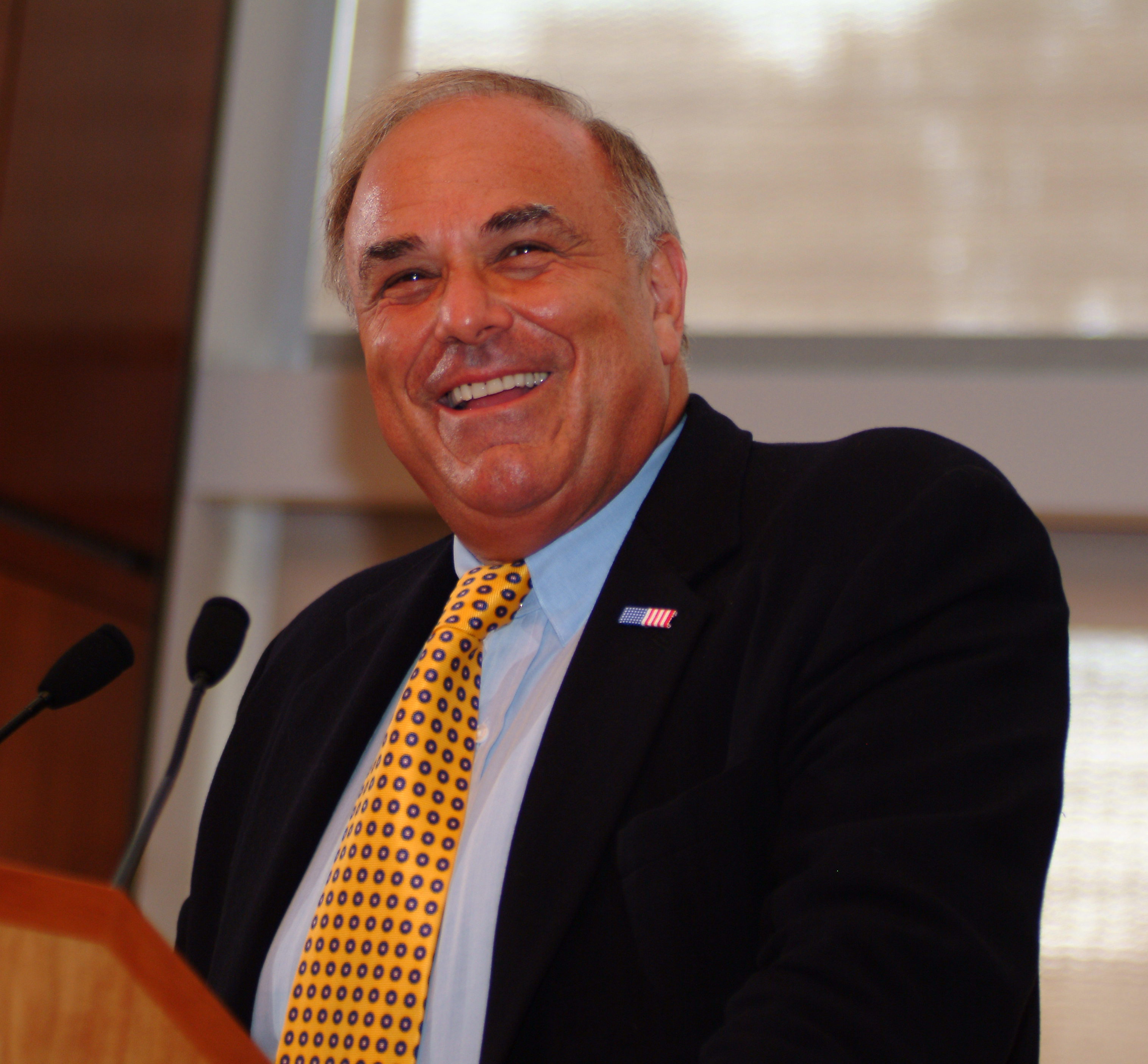
Rendell im Jahr 2004

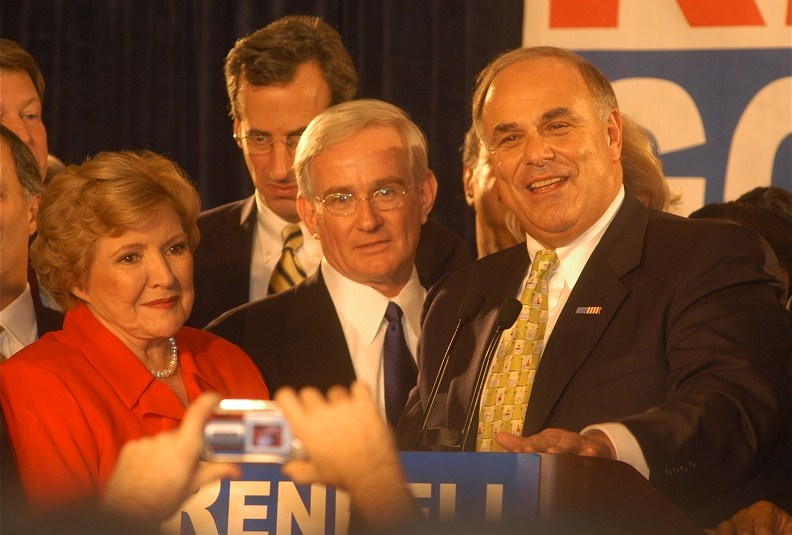
Gouverneur Rendell (rechts) am Wahlabend im November 2006, nachdem er im Amt bestätigt wurde

Ed Rendell war und ist eine führende Persönlichkeit innerhalb der Demokratischen Partei. Im Jahr 2000 war er Co-Vorsitzender (General Chairman) des Democratic National Committee. Trotzdem hatte er es schwer, sich innerhalb seiner Partei durchzusetzen, als er sich 2002 für die Gouverneurswahlen aufstellen ließ. Viele Parteikollegen favorisierten den konservativeren Bob Casey. Schließlich konnte sich Rendell durchsetzen und auch die anschließende Wahl zum Gouverneur mit einem Stimmenanteil von 53 Prozent gewinnen. Im Januar 2003 trat er die Nachfolge des nicht mehr kandidierenden Gouverneurs Mark S. Schweiker an. Am 7. November 2006 wurde er von den Wählern Pennsylvanias in seinem Amt bestätigt. Rendell besiegte den Republikaner Lynn Swann mit 60 Prozent der Stimmen deutlich. Im Januar 2007 wurde er für eine zweite Amtsperiode vereidigt.
Während des Präsidentschaftswahlkampfs des Jahres 2008 gehörte Gouverneur Rendell zunächst zu den Sympathisanten von Hillary Clinton. Nach deren Niederlage in den demokratischen Vorwahlen im Juni 2008 unterstützte er Barack Obama. Rendell war einer der so genannten Superdelegierten auf dem Bundesparteitag der Demokraten.
Für die Gouverneurswahl im November 2010 war Rendell verfassungsrechtlich von einer weiteren Kandidatur als Gouverneur ausgeschlossen, da der Regierungschef von Pennsylvania nur zwei Amtsperioden am Stück absolvieren darf. Am 18. Januar 2011 wurde er daher von dem Republikaner Tom Corbett als Gouverneur von Pennsylvania abgelöst.

## Nach dem Gouverneursamt
Rendell blieb auch nach dem Ende seiner Amtszeit durch Medienauftritten zu politischen Themen in der Öffentlichkeit präsent. Für die Wahlen im Herbst 2016 wurde er sowohl als potentieller Herausforderer des republikanischen Senators Pat Toomey sowie als Außenseiterkandidat im Falle eines Nicht-Antretens von Hillary Clinton für die Präsidentschaftswahl genannt. Rendell erklärte jedoch, noch keinen konkreten Entschluss gefasst zu haben. Bereits 2014 lehnte er eine neue Bewerbung für das Gouverneursamt ab.
Im Jahr 2012 veröffentlichte Rendell das Buch A nation of wusses, in dem er sich mit seiner politischen Karriere sowie der politischen Polarisierung in den USA auseinandersetzt.

## Persönliches
Ed Rendell war seit 1971 mit Marjorie Rendell verheiratet; das Paar hat einen Sohn. Im Februar 2011, kurz nach dem Ende seiner Amtszeit als Gouverneur, gab das Ehepaar die Scheidung bekannt.
Rendell ist ein aktives Mitglied im Bund der Freimaurer und gläubiger Jude.
Als amtierender Bürgermeister hatte er 1992 einen Cameo-Auftritt als er selbst im Film Philadelphia.